# The Doctor Blake Mysteries
The Doctor Blake Mysteries is een Australische televisieserie van de zender ABC. De serie volgt dokter Lucien Blake (Craig McLachlan), die terugkomt in zijn geboorteplaats Ballarat waar hij de huisartsenpraktijk van zijn inmiddels overleden vader en de rol van patholoog-anatoom van de plaatselijke politie overneemt.

## Verhaallijn
Doctor Lucien Blake verliet Australië toen hij eind 20 was om in Schotland geneeskunde te studeren. Na een plaatsing bij een Londens ziekenhuis ging hij bij het Britse leger om daar dienst te doen als militair arts. Tijdens de Tweede Wereldoorlog moest hij ook naar het Verre Oosten, waar hij een relatie aanging met een Chinese vrouw met wie hij ook een kind kreeg. Maar tijdens de slag om Singapore raakte hij ze allebei kwijt, al is hij nooit gestopt met zoeken. Tijdens zijn terugkomst in Ballarat in 1959 neemt hij de huisartsenpraktijk van zijn overleden vader over en neemt hij tevens de rol aan van patholoog-anatoom van de plaatselijke politie.
Jean Beazley, Blake's receptioniste en huishoudster, heeft moeite zich aan te passen aan het excentrieke gedrag van Lucien. Hoewel ze er traditionele opvattingen over de rol van de vrouw op nahoudt, tart zij zo nu en dan Blake's verwachting dat zij hem op zijn wenken bedient. Haar man is overleden in de oorlog en zij weet dat haar leven met de ongebonden Blake een goede bron van de plaatselijke roddel is. Ze is scherp en opvallend, ze bewaakt haar grondgebied ijverig en ze mist niets over de deskundig slingerend roddels over de inwoners van Ballarat. Haar moederlijk instinct werkt op de zenuwen van haar neefje Danny Parks, wie ze behandelt alsof hij haar eigen zoon is, en kostganger Mattie O'Brien, wiens extraverte gedrag ze afkeurt. Als Danny Parks het huis verlaat huurt politieagent Charlie Davis een kamer.

## Rolverdeling
- Craig McLachlan als Doctor Lucien Blake
- Nadine Garner als Jean Beazley
- Cate Wolfe als Matilda "Mattie" O'Brien (seizoen 1-4)
- Joel Tobeck als Matthew Lawson
- Rick Donald als agent Daniel Parks (seizoen 1)
- Sara Gleeson als Joy McDonald (seizoen 1-2)
- Charlie Cousins als hoofdagent Charlie Davis (seizoen 2-5)
- Belinda McClory als Alice Harvey (seizoen 2-5)
- John Wood als Patrick Tyneman
- Craig Hal als Hoofd-inspecteur William Munro (seizoen 3)
- John Stanton als Douglas Ashby (seizoen 1–3)
- David Whiteley als hoofdagent Bill Hobart
- Ian Rooney als Cec Drury
- Lee Beckhurst als Edward Tyneman
- Rodger Corser als Chief Supt Frank Carlyle (seizoen 4)
- Anna McGahan als Rose Anderson (seizoen 4–)
- Ling-Hsueh Tang als Mei Lin Blake (seizoen 4)